# Miopsalis kinabalu
Miopsalis kinabalu is een hooiwagen uit de familie Stylocellidae. De originele naamcombinatie (protoniem) was Stylocellus kinabalu Shear, 1993.